# San Marino nos Jogos Olímpicos de Verão de 2024
San Marino participou dos Jogos Olímpicos de Verão de 2024, realizados em Paris, na França. Foi a 16.ª aparição do país nos Jogos Olímpicos de Verão desde a estreia em Roma 1960.
Foi representado por cinco atletas que competiram em um esporte cada, mas nenhum conquistou medalhas.

## Competidores
Esta foi a participação por modalidade nesta edição:
| Esporte       | Masculino | Feminino | Total |
| ------------- | --------- | -------- | ----- |
| Atletismo     | 0         | 1        | 1     |
| Lutas         | 1         | 0        | 1     |
| Natação       | 1         | 0        | 1     |
| Tiro          | 0         | 1        | 1     |
| Tiro com arco | 0         | 1        | 1     |
| Total         | 2         | 3        | 5     |

## Desempenho

### Atletismo
- Q = Qualificado para a próxima fase
- q = Qualificado para a próxima fase como o perdedor mais rápido ou, em eventos de campo, pela posição sem atingir o alvo para qualificação
- N/A = Fase não aplicável para o evento
- Bye = Atleta não precisou disputar aquela fase

Feminino
Eventos de pista
| Atleta                | Evento | Preliminar | Preliminar | Baterias | Baterias | Semifinal   | Semifinal   | Final       | Final       | Ref.  |
| Atleta                | Evento | Tempo      | Pos.       | Tempo    | Pos.     | Tempo       | Pos.        | Tempo       | Pos.        | Ref.  |
| --------------------- | ------ | ---------- | ---------- | -------- | -------- | ----------- | ----------- | ----------- | ----------- | ----- |
| Alessandra Gasparelli | 100 m  | 11.62      | 2 Q        | 11.54    | 7        | Não avançou | Não avançou | Não avançou | Não avançou | [ 5 ] |

### Lutas

#### Livre
Masculino
| Atleta      | Evento    | Oitavas               | Quartas                    | Semifinais           | Repescagem           | Final / DB            | Final / DB | Ref.  |
| Atleta      | Evento    | Adversário Resultado  | Adversário Resultado       | Adversário Resultado | Adversário Resultado | Adversário Resultado  | Pos.       | Ref.  |
| ----------- | --------- | --------------------- | -------------------------- | -------------------- | -------------------- | --------------------- | ---------- | ----- |
| Myles Amine | Até 86 kg | UKR V Mykhailov V 7–4 | AZE O Nurmagomedov V 16–14 | IRI H Yazdani D 1–7  | Bye                  | GRE D Kurugliev D 4–5 | =5         | [ 6 ] |

### Natação
Masculino
| Atleta        | Evento      | Eliminatórias | Eliminatórias | Semifinal | Semifinal | Final       | Final       | Ref.  |
| Atleta        | Evento      | Tempo         | Pos.          | Tempo     | Pos.      | Tempo       | Pos.        | Ref.  |
| ------------- | ----------- | ------------- | ------------- | --------- | --------- | ----------- | ----------- | ----- |
| Loris Bianchi | 400 m livre | 4:01.13       | 32            | —         | —         | Não avançou | Não avançou | [ 7 ] |

### Tiro
Feminino
| Atleta             | Evento         | Qualificação | Qualificação | Final       | Final       | Ref.  |
| Atleta             | Evento         | Marca        | Pos.         | Marca       | Pos.        | Ref.  |
| ------------------ | -------------- | ------------ | ------------ | ----------- | ----------- | ----- |
| Alessandra Perilli | Fossa olímpica | 116          | 15           | Não avançou | Não avançou | [ 8 ] |

### Tiro com arco
Feminino
| Atleta           | Evento     | Ranqueamento | Ranqueamento | Fase de 64           | Fase de 32           | Oitavas              | Quartas              | Semifinal            | Final / DB           | Final / DB  | Ref.  |
| Atleta           | Evento     | Total        | Pos.         | Adversário Resultado | Adversário Resultado | Adversário Resultado | Adversário Resultado | Adversário Resultado | Adversário Resultado | Pos.        | Ref.  |
| ---------------- | ---------- | ------------ | ------------ | -------------------- | -------------------- | -------------------- | -------------------- | -------------------- | -------------------- | ----------- | ----- |
| Giorgia Cesarini | Individual | 625          | 58           | GER M Kroppen D 3–7  | Não avançou          | Não avançou          | Não avançou          | Não avançou          | Não avançou          | Não avançou | [ 9 ] |